# Seunebok Keranji
Seunebok Keranji is een bestuurslaag in het regentschap Aceh Selatan van de provincie Atjeh, Indonesië. Seunebok Keranji telt 396 inwoners (volkstelling 2010).